# Gammelt og nyt
Gammelt og nyt (russisk: Старое и новое) er en sovjetisk film fra 1929 instrueret af Grigorij Aleksandrov og Sergej Eisenstein.